# Achty
Achty (in russo Ахты?; in lingua lesga: Ахцагь, Ахцегь) è un villaggio della Russia situato nel Daghestan. Appartiene al rajon Achtynskij di cui è il centro amministrativo.
Il villaggio si trova nell'estremo sud del Daghestan, nella valle del fiume Samur, alla confluenza dell'Achtyčaj, 250 km a sud della città di Machačkala.